# Pentti Kahma
Pentti Kahma (Finlandia, 3 de diciembre de 1943) fue un atleta finlandés especializado en la prueba de lanzamiento de disco, en la que consiguió ser campeón europeo en 1974.

## Carrera deportiva
En el Campeonato Europeo de Atletismo de 1974 ganó la medalla de oro en el lanzamiento de disco, con una marca de 63.62 metros, superando al checoslovaco Ludvík Daněk (plata con 62.76 m) y el sueco Ricky Bruch (bronce con 62.00 m).